# Kruistocht in spijkerbroek
Kruistocht in spijkerbroek (bra: Cruzada: Uma Jornada Através dos Tempos; prt: A Cruzada) é um filme teuto-belgo-batavo-luxemburguês de 2006, dos gêneros aventura, fantasia, drama, guerra e ação, dirigido por Ben Sombogaart, com roteiro baseado no livro homônimo de Thea Beckman.

## Enredo
Um adolescente é transportado no tempo para o ano de 1212, na Idade Média. Incerto quanto à possibilidade de regressar ao próprio tempo, ele se incorpora a uma cruzada composta só de crianças que marcham em direção a Jerusalém para libertar a Terra Santa.

## Elenco
- Joe Flynn.......Dolf Vega
- Stephanie Leonidas.......Jenne
- Emily Watson.......Mary Vega
- Michael Culkin.......Anselmus
- Benno Fürmann.......Thaddeus
- Ryan Winsley.......Vick
- Jake Kedge.......Carolus
- Robert Timmins.......Nicholas
- Ophelia Lovibond.......Isabella
- Udo Kier.......Dr. Lawerence

## Premiações
- Indicado

Nederlands Film Festival[carece de fontes?]
Golden and Platin Film, Netherlands[carece de fontes?]
- Ganhou

Chicago International Children's Film Festival[carece de fontes?]
Nederlands Film Festival[carece de fontes?]
Toronto Sprockets International Film Festival for Children[carece de fontes?]